# Paʻanga

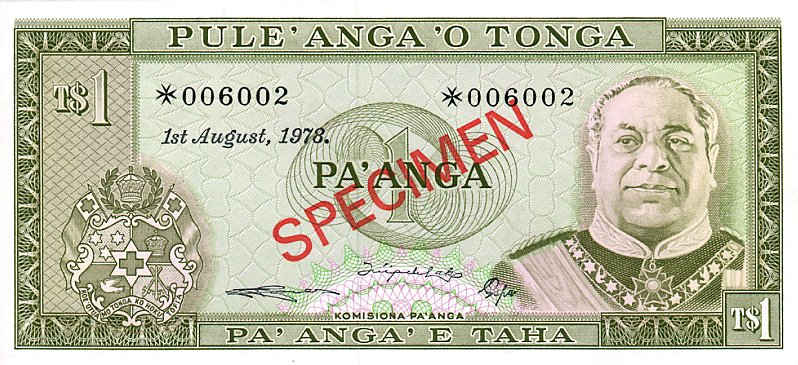
Vorderseite eines Paʻanga-Scheines

Rückseite eines Paʻanga-Scheines

Der Paʻanga (auch Tonga-Dollar) ist die Währung von Tonga. Er wird von der Nationalbank Tongas (National Reserve Bank of Tonga/Pangike Pule Fakafonua ʻo Tonga; kurz: NRBT) in der Hauptstadt Nukuʻalofa kontrolliert. Der Paʻanga ist nicht frei konvertierbar und an einen Korb anderer Währungen, bestehend aus dem Australischen, Neuseeländischen und US-Dollar, sowie dem japanischen Yen, gebunden.
Ein Paʻanga entspricht 100 Seniti, der ISO-Code ist TOP und die gebräuchliche Abkürzung T$ (¢ oder s für Seniti). In Tonga selbst wird der Paʻanga in englischer Sprache meist nur als Dollar und der Seniti als Cent bezeichnet. Für höhere Beträge gibt es auch die Einheit Hau (1 Hau = 100 Paʻanga), diese wird aber im Alltag nicht gebraucht und findet sich nur bei Sonderprägungen.

## Name und Geschichte
Meerbohnen (Entada scandens; eine Mimosengewächseart), in der tongaischen Sprache Paʻanga genannt, sind Ranken mit einem vier bis fünf Meter hohen Stamm und großen glänzend dunkelbraunen bis purpurroten Samen. Diese auch westindische Haselnüsse oder St.-Thomas-Herzen genannten Samen sind mit ein bis zwei Zentimetern im Durchmesser recht flach und haben einen Durchmesser von ungefähr fünf Zentimeter. Aufgeschnürt dienen sie als Fußketten, wie sie im traditionellen Gewand des Kailao-Tanzes getragen werden. Sie wurden außerdem als Spielfiguren in einem alten Spiel namens lafo verwendet.
Als die Besatzung der Port-au-Prince am 1. Dezember 1806 ihr Freibeuter-Schiff nach einem tongaischen Angriff versenkte, damit es den Angreifern nicht in die Hände fiel, konnte Fīnau Fangupō (Fīnau ʻUlukālala II ʻi Feletoa), Häuptling auf den Inselgruppen Haʻapai und Vavaʻu, in den Überresten zunächst keine wertvollen Gegenstände finden und ließ sie unter der Annahme, das Schiff habe einem armen Mann gehört, verbrennen. Erst später erfuhr er durch William Mariner, den einzigen Überlebenden, von der Bedeutung der den Paʻanga ähnelnden Metallstücke (Münzen) und bereute seine Tat.
Von Mariner ist auch die folgende Aussage von Fīnau Fangupō überliefert:

„If money were made of iron and could be converted into knives, axes and chisels there would be some sense in placing a value on it; but as it is, I see none. If a man has more yams than he wants, let him exchange some of them away for pork […] Certainly money is much handier and more convenient but then, as it will not spoil by being kept, people will store it up instead of sharing it out as a chief ought to do, and thus become selfish […] I understand now very well what it is that makes the papalangis so selfish – it is the money!“

Deutsch etwa:

„Wenn Geld aus Eisen bestehen würde und man daraus Messer, Äxte und Meißel machen könnte, wäre es sinnvoll, ihm einen Wert zuzuordnen; aber so wie es ist, kann ich keinen erkennen. Wenn ein Mann mehr Yams hat als er braucht lass ihn diese gegen Schweinefleisch eintauschen. […] Sicherlich ist Geld griffiger und bequemer, aber wiederum, wenn es nie schlecht wird, werden die Leute es aufbewahren anstatt auszugeben wie sie hauptsächlich tun sollten und werden somit egoistisch. […] Ich verstehe jetzt sehr gut, was die Europäer so selbstsüchtig macht – es ist das Geld!“

Als Tonga am 18. Mai 1900 durch einen Freundschaftsvertrag zum britischen Protektorat wurde, kursierte bald darauf die britische Währung im Inselstaat. Diese wurde in Tonga 1933 durch von der tongaischen Regierung herausgegebenen Banknoten mit der Aufschrift Sterling ersetzt, die die ungewöhnliche Stückelung in vier Schillinge aufwies. 1936 wurde diese Währung aber schon wieder durch das Tongaische Pfund (T£) ersetzt, wobei ein Pfund Sterling genau eineinviertel Tongaischen Pfund entsprach. Das Tongaische Pfund glich damit dem ursprünglichen Australischen Pfund, das aber 1936 schon entwertet worden war. Auf den Banknoten wurde zunächst der Begriff Sterling durchgestrichen, später wurde er ganz entfernt.
Am 3. April 1967 wurde schließlich der Paʻanga eingeführt. Der Pfund wurde im Verhältnis 2:1 eingetauscht. Bei der Namensgebung entschied man sich gegen den Begriff Dollar, da dieser dem tongaischen Wort tola (Schweineschnauze, das weiche Ende der Kokosnuss, umgangssprachlich/vulgär auch Mund) zu sehr ähnelte.
Am 1. Juli 1989 wurde dann die National Reserve Bank of Tonga gegründet, die von da an für die Notenausgabe verantwortlich war. Auch wenn sich die Mitarbeiterzahl im Laufe der Jahre von anfangs sechs auf mittlerweile 52 gesteigert hat, bildet sie noch immer eine der kleinsten Notenbanken der Welt. Seit dem 11. Februar 1991 ist der Paʻanga nicht mehr an den Australischen Dollar, sondern an einen gewichteten Korb von Währungen der wichtigsten Handelspartner Tongas gebunden.

## Scheine

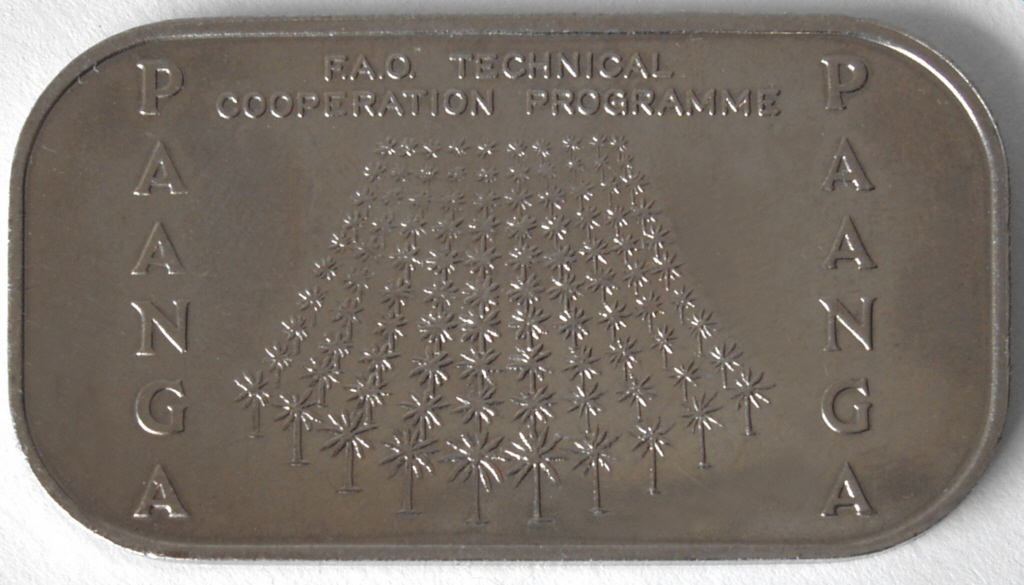
Rückseite einer 1-Paʻanga-Sondermünze (1979)

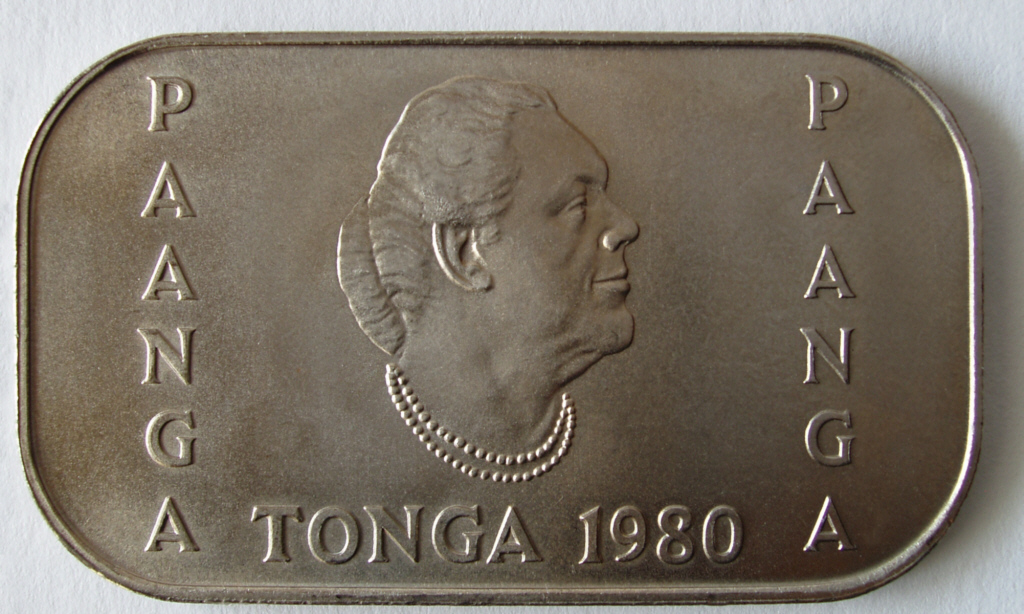
Vorderseite einer 1-Paʻanga-Sondermünze mit Salote Tupou III (1980)

Banknoten gibt es zu einem, zwei, fünf, zehn, zwanzig, fünfzig und hundert Paʻanga. Die Scheine sind auf der Vorderseite in tongaischer Sprache beschriftet und zeigen dort stets den verstorbenen König Taufaʻahau Tupou IV. Die Rückseite ist in englischer Sprache gehalten und zeigt landestypische Motive und Wahrzeichen (darunter der Haʻamonga-ʻA-Maui-Torbogen, der Königspalast, die Entwicklungsbank Tongas und der Hafen von Vavaʻu).

## Münzen
Münzen gibt es über den Nennwert von ein, zwei, fünf, zehn, zwanzig und fünfzig Seniti. Auf den drei Münzen mit dem höchsten Wert ist auf der Vorderseite wiederum der verstorbene König abgebildet, die 5-¢-Münze zeigt eine Henne mit Küken, die 2-¢-Münze das Symbol der Vereinten Nationen zur Familienplanung mit entsprechendem Schriftzug in englischer Sprache und die 1-¢-Münze Mais. Die Rückseiten zeigen jeweils Pflanzen und den Schriftzug Fakalahi meʻakai (tongaisch: „Mehr Essen“); in absteigender Reihenfolge sind abgebildet: Tomaten, Yams, Bananen, Kokosnüsse, Taro und Vanille. Eine Besonderheit stellt die zwölfeckige 50-¢-Münze dar (alle anderen Münzen sind rund).
Neben den oben genannten Münzen befinden sich auch noch ältere 1-T$- und 2-T$-Münzen im Umlauf, diese gelten aber als Sammlerstücke. Dies gilt auch für die zu verschiedenen Anlässen (meist königliche Geburtstage) herausgegebenen Sonderprägungen.